# Fuscala compressiventris
Fuscala compressiventris är en stekelart som beskrevs av Van Achterberg 1983. Fuscala compressiventris ingår i släktet Fuscala och familjen bracksteklar. Inga underarter finns listade i Catalogue of Life.